# Mattress (rocket)
Mattress là thuật ngữ được áp dụng cho nhiều loại pháo phản lực bắn loạt của Anh sử dụng trong Chiến tranh thế giới 2. Loại pháo phản lực này tương đương với Nebelwerfer của Đức và Katyusha của Liên Xô, nhưng được triển khai chậm hơn so với Nebelwerfer và Katyusha. Tuy nhiên, nó đã có đóng góp quan trọng trong cuộc vượt sông Rhine và sông Scheldt.

## Phiên bản trên tàu hải quân
Hệ thống pháo phản lực phóng loạt đầu tiên được Anh thiét kế để trang bị trên tàu chiến và tàu đổ bộ để yểm trợ cho quân đổ bộ. Rocket có cỡ nòng 5 inch (12,70 cm) sử dụng thuốc phóng không khói cordite cùng với hệ thống phóng, được gọi là "mattress projector", có khả năng bắn một loạt từ 16 đến 30 tên lửa tới cự ly 3.000 thước Anh (2,7 km) trong 45 giây. Vũ khí này có tiếng lóng là "Stickleback".
Để xuyên thủng lớp phòng thủ bờ biển, các tàu chiến, tàu đổ bộ, nhất là Landing Craft Tank (Rocket) - LCT(R) được trang bị mỗi tàu hơn một nghìn quả rocket để tạo thành một bão lửa chụp lên mục tiêu. Phiên bản trên tàu hải quân cũng được sử dụng trong cuộc đổ bộ của quân Đồng minh vào Ý và Normandy.

## Phiên bản trên bộ
Phiên bản pháo phản lực phóng loạt trên bộ được đặt tên là Land Mattress tương tự như Sea Mattress của Hải quân Hoàng gia Anh. Hệ thống pháo phản lực Land Mattress được phát triển bởi Trung tá Michael Wardell của Lục quân Anh vào năm 1944. Được thiết kế dựa trên rocket phòng không Z, nó được thử nghiệm vào mùa hè năm 1944 và được Lục quân Anh và Canada sử dụng. Rocket Land Mattress được thiết kế dựa trên ống phóng có đường kính 3 inch (76 mm) của RP-3 hay rocket "60lb" sử dụng trên máy bay cường kích có cùng đầu đạn 5 inch (12,70 cm) như phiên bản rocket Matrees trên tàu hải quân. Land Matress có 16 hoặc 30 ống phóng rocket được gắn lên giàn phóng dạng kéo theo. Land Matress có tầm bắn 8.000 yard (7,3 km). Rocket được phóng với tốc độ 4 rocket/s. Trong trận đánh vượt sông Scheldt, hàng nghìn rocket đã được phóng đi trong vòng sáu giờ đồng hồ.

## Link ngoài
- Tư liệu liên quan tới Land Mattress tại Wikimedia Commons